# Nick Bonino
Nicholas Lawrence "Nick" Bonino, född 20 april 1988, är en amerikansk professionell ishockeyspelare som spelar för San Jose Sharks i NHL. 
Han har tidigare spelat på NHL-nivå för Minnesota Wild, Nashville Predators, Pittsburgh Penguins, Vancouver Canucks och Anaheim Ducks och på lägre nivåer för Syracuse Crunch i AHL och Boston University Terriers (Boston University) i NCAA.

## Klubbkarriär

### Anaheim Ducks
Han draftades i sjätte rundan i 2007 års draft av San Jose Sharks som 173:e spelare totalt men spelade aldrig för Sharks. Istället trejdades han 4 mars 2009 till Anaheim Ducks tillsammans med Timo Pielmeier, i utbyte mot Travis Moen och Kent Huskins. 21 mars 2010 skrev han på ett tvåårskontrakt med Ducks, och gjorde debut i NHL 26 mars 2010 mot Edmonton Oilers. Han gjorde sitt första mål i sin andra match, mot Dallas Stars, på en assist från Teemu Selänne. Han spelade totalt nio matcher under säsongen med ett mål och en assist som resultat.
Sitt första hattrick gjorde han 2 februari 2013 i en 7-4-seger mot Los Angeles Kings.

### Vancouver Canucks
Den 27 juni 2014 valde Ducks att skicka iväg Bonino och Luca Sbisa till Vancouver Canucks i utbyte mot Ryan Kesler.
Efter en säsong i Vancouver trejdades han 28 juni 2015 tillsammans med Adam Clendening och ett draftval till Pittsburgh Penguins, i utbyte mot Brandon Sutter och ett draftval.

### Pittsburgh Penguins
I Penguins bildade han en kedja med Carl Hagelin och Phil Kessel som döptes till HBK line (Hagelin, Bonino, Kessel) och vann två Stanley Cup på lika många säsonger med Penguins.

### Nashville Predators
Efter två säsonger i Penguins blev han unrestricted free agent 1 juli 2017 och skrev på ett fyraårskontrakt med Nashville Predators, värt 16,4 miljoner dollar, samma dag.